# Dolichowithius solitarius
Dolichowithius solitarius es una especie de arácnido del orden Pseudoscorpionida de la familia Withiidae.

## Distribución geográfica
Se encuentra en Costa Rica.